# جون أ. بنتلي
جون أ. بنتلي هو سياسي أمريكي، (ولد في كينغسبوري في الولايات المتحدة 1836 – 1912 م). نشط حزبياً في الحزب الجمهوري. وقد انتخب عضو مجلس ولاية ويسكونسن ‏.